# Peltogyne mexicana
Peltogyne mexicana es una especie que pertenece a la familia Fabaceae. Al género Peltogyne también se le conoce como palo morado, morao, nazareno, violeta o pau roxo según la región y especie de la cual se trate. Este género es esencialmente neotropical y está constituido por alrededor de 25 especies.
El nombre vernáculo deriva de la característica del color de la madera, irregularmente morada en el centro, aunque la coloración se extiende e intensifica con la exposición al aire; si se pone en agua durante algunas horas, el color morado cambia a negro intenso. Es considerada como una madera preciosa.

## Clasificación y descripción
Este es un árbol que mide de 15 a 20 metros de altura, el tronco alcanza de 30 a 60 cm de diámetro, la corteza es de color grisácea, con tinte amarillento, casi lisa, de 6 a 7 mm de grueso; las ramas inician desde unos 5 a 6 m del suelo; hojas alternas, miden de 4,5 a 6 cm de largo por 2,5 a 2,8 de ancho; presentan el ápice ligeramente hendido; la nervadura central es prominente y de color violáceo en la cara inferior; el peciolo mide de 1 a 1,5 cm de largo.
Las flores se agrupan en inflorescencias, de 5 a 8 cm, con los pedúnculos y los pedicelos densamente ferrugíneo-pubescentes. Las flores son de color blanco, aromáticas, de 8 mm de diámetro, con la superficie cubierta de vellos blanquecinos; con cuatro sépalos de los que solo son visibles tres por fuera de botón, de color levemente violáceo o castaño, de 3 mm; con cinco pétalos elípticos de 5 mm de largo por 2 a 2,5 de ancho; con 10 estambres, de los cuales cinco son mayores de 7 mm y van alternados con los otros (5 a 6 mm), son todos fértiles, con los filamentos blancos. El fruto es oblicuo, comprimido, de 3 a 4 cm, con el ápice redondeado. Suele cubrirse por una especie de savia muy pegajosa.

## Distribución y hábitat
Este árbol fue reportado como nueva especie botánica por Maximino Martínez en 1960. Solo se tiene registros de ella en el estado de Guerrero para México. Crece principalmente en terrenos arcillosos a 700 metros de altitud, como en Acahuizotla, El Ocotito, Omitlán y en algunas otras zonas con características similares.
Su distribución es en Guerrero, México. Florece en agosto y la polinización se efectúa por medio de insectos.

## Estado de conservación
Su madera se utiliza para la artesanía de muebles finos; por la belleza de su color, no necesita pintarse con colores artificiales; solo se usan lacas o barnices transparentes, y en pocas ocasiones se le ponen conservadores, ya que es muy resistente al tiempo.
El palo morado posee una madera de gran belleza, excesivamente pesada, con un peso específico de 0,8 a 1. La diferencia entre albura y duramen es muy marcada: la albura es gris amarillento y el duramen, expuesto a la luz, toma un color morado brillante, con figuras de bandas alternas de color oscuro en los cortes radicales. Es una de las más valiosas de México principalmente por el color púrpura del duramen o corazón. Ante ello, investigadores indican que se debe promover el conocimiento de los aspectos biológicos, ecológicos, de manejo y tecnológicos de esta especie que permitan la conservación y el aprovechamiento sustentable de sus poblaciones.
Aunque se considera una especie maderable de importancia forestal, ecológica y cultural, no se tiene registro oficial de su aprovechamiento. Esta especie tiene una categoría de especie Amenazada (A) según la NOM-059-ECOL-2010.